# Флаг Хваловского сельского поселения
Флаг муниципального образования «Хваловское сельское поселение» Волховского муниципального района Ленинградской области Российской Федерации — опознавательно-правовой знак, служащий официальным символом муниципального образования.
Ныне действующий флаг утверждён 10 марта 2009 года и внесён в Государственный геральдический регистр Российской Федерации с присвоением регистрационного номера 4737.

## Описание
«Флаг муниципального образования Хваловское сельское поселение Волховского муниципального района Ленинградской области представляет собой прямоугольное полотнище с отношением ширины флага к длине — 2:3, воспроизводящее композицию герба муниципального образования Хваловское сельское поселение Волховского муниципального района Ленинградской области в красном, жёлтом и белом цветах».
Геральдическое описание герба, утверждённого 12 февраля 2009 года, гласило: «В червлёном (красном) поле два серебряных пониженных меча накрест, остриями вниз; рукоять меча, положенного в правую перевязь завершена львиной головой, другого — орлиной головой; поверх скрещения мечей — золотой полумесяц (с изображением лица) рогами вверх. Все сопровождено вверху серебряным свитком в пояс, перевязанным золотой тесьмой, скреплённой русской и шведской печатями первой четверти XVII век».
Геральдическое описание герба, утверждённого 10 марта 2009 года, гласит: «В червлёном (красном) поле два серебряных пониженных меча в серебряных ножнах накрест с золотыми рукоятями, направленными вверх; рукоять меча, положенного в правую перевязь, завершена львиной головой, другого — орлиной головой; поверх скрещения мечей — золотой полумесяц (с изображением лица) рогами вверх. Все сопровождено вверху серебряным свитком в пояс, перевязанным золотой тесьмой, скреплённой русской и шведской печатями первой четверти XVII века».

## Символика

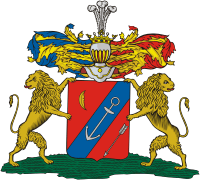
Герб рода Апрелевых

Флаг составлен на основании герба муниципального образования, в соответствии с традициями и правилами геральдики и отражает исторические, культурные, социально-экономические, национальные и иные местные традиции.
Небольшая русская деревня Столбово на Архангельском тракте в десяти вёрстах от Ладоги вошла в историю российско-шведских отношений XVII века. Здесь 27 февраля 1617 года был заключён мирный договор России со Швецией, известный в истории как Столбовский мир.
По случаю заключения Столбовского мира в 6 км от деревни Столбово на берегу Сяси состоялось большое торжество — «хваление». Возникшее на этом месте селение получило название Хвалово.
Месяц — символ взятый из герба рода Апрелевых — крупнейших помещиков Новоладожского уезда.
Два меча накрест образуют литеру «Х» — начальную в наименовании поселения и наряду с серебряным свитком — напоминают о Столбовском мирном договоре 1617 года.
Красный цвет — символ труда, жизнеутверждающей силы, мужества, самоотверженности, красоты (красный — в древнерусской традиции — красивый) и тепла. Олицетворение названия топонима — Кровавый ручей, протекающего близ Столбово.
Жёлтый цвет (золото) — символ божественного сияния, благодати, прочности, величия, солнечного света. Символизирует также могущество, силу, постоянство, знатность, справедливость.
Белый цвет (серебро) — чистота помыслов, искренность, правдивость, невинность, благородство, откровенность, непорочность, надежда.